# باچوگلاوا
باچوگلاوا (به صربی: Baćoglava) یک روستا در صربستان است که در کورشوملیا واقع شده‌است. باچوگلاوا ۲۶۳ نفر جمعیت دارد.